# La Fleur écarlate (film, 1978)
Pour les articles homonymes, voir La Fleur écarlate.
Pour plus de détails, voir Fiche technique et Distribution.
La Fleur écarlate (Аленький цветочек, Alenkiï tsvetotchek) est un film soviétique d'Irina Povolotskaïa (ru) sorti en 1978.

## Fiche technique
- Titre : La Fleur écarlate
- Titres alternatifs :
- Titre original : Аленький цветочек / Alenkiy tsvetochek
- Réalisation : Irina Povolotskaïa
- Scénario : Natalia Riazantseva (ru), d'après un conte de Sergueï Timofeïevitch Aksakov
- Photographie : Alexandre Antipenko
- Montage : G. Sadovnikova
- Musique : Edison Denisov
- Costumes : Berta Kouratov
- Maquillage : Inessa Gorbounova
- Son : Boris Golev
- Production : Gorki Film Studio
- Langue : russe
- Format : Couleur - 35 mm
- Durée : 66 minutes

## Distribution
- Marina Ilitchyova : Aliona
- Lev Dourov : le marchand
- Alla Demidova : Auberin
- Alekseï Tchernov (ru) : le vieil homme
- Alexandre Abdoulov : le prince
- Valentin Gneuchev (ru) : Yegorka
- Olga Korytkovskaïa : Arina
- Yelena Vodolazova : Akoulina